# Montaña Roja (Playa Blanca)
Montaña Roja es un núcleo de población español de la localidad de Playa Blanca, perteneciente al municipio de Yaiza, que está situado en la isla de Lanzarote, en la provincia de Las Palmas, dentro de la comunidad autónoma de Canarias.

## Geografía
Se encuentra en las inmediaciones del cráter conocido como Montaña Roja, del que toma el nombre.

## Historia
Hacia mediados del siglo XIX, el lugar estaba despoblado. Aparece descrito en el decimotercer volumen del Diccionario geográfico-estadístico-histórico de España y sus posesiones de Ultramar de Pascual Madoz con las siguientes palabras:

ROJA (termino de montaña): térm. desp. de la isla de Lanzarote, prov. de Canarias, part. jud. de Teguise: sit. al O. de la cadena de los Ajaches, en una llanura de 1 leg. de estension, en la que solo se levanta la montaña que le da nombre. Contiene sobre 3,000 fan. de terreno que produce espontáneamente cuando hay invierno, algunas salsas y mesembrianthemus (plantas que dan la mejor barrilla no adulterándola), asi como tambien euforbias, renantes y otros pastos propios para el mantenimiento de dromedarios y ganado cabrío en que abunda el pais, y cuyo recurso era de suma utilidad á los habitantes pobres de su jurisd. que no tenian otras deh. para sostener sus ganados, y en particular el camellar. Hasta 1830 lo poseyeron en comun todos los vec. de Rubicon, y cuando habia una cosecha regular del precioso cosco, la autoridad dividia el terreno en suertes para cada familia, aunque los magnates, por lo comun, solian siempre tomar la mejor parte; pero en el dia se ha monopolizado por unos cuantos que se lo han apropiado como patrimonio suyo.
(Madoz, 1849, p. 544)

En la actualidad, el núcleo pertenece a la localidad de Playa Blanca, en el municipio de Yaiza. En 2022, tenía empadronados 7195 habitantes.